# CKAN
CKAN ('Comprehensive Knowledge Archive Network') is een opensourcemodel voor dataopslag en -distributie.
Met CKAN worden opgeslagen data volgens open standaarden beschikbaar gesteld voor hergebruik als portal en zijn deze aangepast aan het semantisch web.
Europese openbare datasets bij PublicData.eu worden via het CKAN model aangeboden.
In Nederland is de site data.overheid.nl gebouwd op Drupal en CKAN.
CKAN heeft een belangrijke erkenning gekregen van de opendatabeweging; dit blijkt door het gebruik ervan voor het openpoortbestuur van de Europese instellingen in ontwikkeling, zoals aangekondigd door Neelie Kroes.